# Donato Negro
Donato Negro (San Cesario di Lecce, 3 gennaio 1948) è un arcivescovo cattolico italiano, dal 19 aprile 2023 arcivescovo emerito di Otranto.

## Biografia
È nato a San Cesario di Lecce, in provincia e diocesi di Lecce, il 3 gennaio 1948.

### Formazione e ministero sacerdotale
Entrato da ragazzo nel seminario della sua arcidiocesi, il 15 luglio 1972 è stato ordinato presbitero dal vescovo Francesco Minerva, dopo aver frequentato il Pontificio Seminario Regionale Pugliese "Pio XI" di Molfetta e completati gli studi presso il Pontificio Seminario Romano Maggiore.
Ha conseguita la laurea in pedagogia all'università di Lecce ed il dottorato in Sacra Teologia presso la Pontificia Università Lateranense.
Durante la permanenza romana ha ricoperto l'incarico di direttore spirituale, nel Pontificio Seminario Romano Minore.
Numerosi gli incarichi ricevuti nella sua diocesi di origine:
- vicerettore del seminario diocesano (1974-1976);
- rettore del seminario diocesano (1976-1983);
- pro-vicario generale (1983-1989);
- parroco della parrocchia Maria Assunta in San Pietro in Lama (1990-1991).

Nella sua diocesi, svolge, inoltre, i seguenti incarichi:
- membro del Consiglio presbiterale e del Consiglio pastorale, nonché del Collegio dei consultori;
- direttore dell'ufficio pastorale, dell'ufficio di pastorale giovanile e del centro diocesano vocazioni;
- assistente del Movimento Ecclesiale di Impegno Culturale;
- consulente ecclesiastico, delle sedi provinciali di Lecce, dell'unione cattolica italiana di insegnanti, dirigenti e formatori (UCIIM) e dell'unione giuristi cattolici italiani.

Nel corso del suo ministero, è infine:
- docente di religione cattolica presso le scuole statali di Lecce e Molfetta
- docente di teologia fondamentale presso l'Istituto di scienze religiose di Lecce
- docente di teologia pastorale e di pedagogia presso l'Istituto di scienze religiose e l'Istituto Teologico Puglese in Molfetta

È stato anche rettore e docente del Pontificio Seminario Regionale Pugliese "Pio XI" di Molfetta, dal 14 agosto 1991 al 22 dicembre 1993.

### Ministero episcopale
Il 22 dicembre 1993 è stato nominato, da papa Giovanni Paolo II, vescovo di Molfetta-Ruvo-Giovinazzo-Terlizzi; è succeduto ad Antonio Bello, deceduto il 20 aprile precedente.
Il 10 febbraio 1994 ha ricevuto l'ordinazione episcopale, nella cattedrale di Molfetta, dall'arcivescovo di Lecce Cosmo Francesco Ruppi, co-consacranti Francesco Minerva e Michele Mincuzzi, entrambi arcivescovi emeriti di Lecce. Durante la stessa celebrazione ha preso possesso della diocesi.
Il 29 aprile 2000 è stato trasferito all'arcidiocesi di Otranto.
L'11 giugno 2018 è succeduto all'arcivescovo Francesco Cacucci alla presidenza della Conferenza episcopale pugliese.
Per gli incarichi speciali compiuti gli è stato conferito un encomio dalla comunità dei "MalatiG" di Puglia.
Ha ricoperto anche gli incarichi di:
- presidente del Comitato per la promozione del sostegno economico alla Chiesa cattolica;
- presidente della Commissione episcopale regionale per la famiglia e la vita;
- membro della Commissione episcopale per il servizio della carità e la salute della Conferenza Episcopale Italiana;
- presidente ad interim dell'Istituto pastorale pugliese.[3]

Il 19 aprile 2023 papa Francesco ha accolto la sua rinuncia al governo pastorale dell'arcidiocesi di Otranto per raggiunti limiti di età; gli è succeduto Francesco Neri, fino ad allora consigliere generale dell'Ordine dei frati minori cappuccini.

## Genealogia episcopale e successione apostolica
La genealogia episcopale è:
- Cardinale Scipione Rebiba
- Cardinale Giulio Antonio Santori
- Cardinale Girolamo Bernerio, O.P.
- Arcivescovo Galeazzo Sanvitale
- Cardinale Ludovico Ludovisi
- Cardinale Luigi Caetani
- Cardinale Ulderico Carpegna
- Cardinale Paluzzo Paluzzi Altieri degli Albertoni
- Papa Benedetto XIII
- Papa Benedetto XIV
- Papa Clemente XIII
- Cardinale Marcantonio Colonna
- Cardinale Giacinto Sigismondo Gerdil, B.
- Cardinale Giulio Maria della Somaglia
- Cardinale Carlo Odescalchi, S.I.
- Cardinale Costantino Patrizi Naro
- Cardinale Lucido Maria Parocchi
- Papa Pio X
- Papa Benedetto XV
- Papa Pio XII
- Cardinale Carlo Confalonieri
- Cardinale Corrado Ursi
- Arcivescovo Cosmo Francesco Ruppi
- Arcivescovo Donato Negro

La successione apostolica è:
- Vescovo Felice di Molfetta (2000)
- Vescovo Vincenzo Pisanello (2010)
- Vescovo Giuseppe Mengoli (2023)
- Arcivescovo Francesco Neri, O.F.M.Cap. (2023)